# 24-es busz (Nyíregyháza)
A nyíregyházi 24-es jelzésű autóbusz a Sóstói úti kórház és Kistelekiszőlő között közlekedik. A vonalat a Volánbusz üzemelteti.

## Útvonala
Kistelekiszőlő felé:
Sóstói úti kórház - Egyetem - Városi stadion - Stadion utca - Északi körút 4. - Északi körút 25. - Mező utca - Konzervgyár -  Autóbuszállomás - Szabolcs u. -Országzászló tér - Szarvas u. 13. - Kígyó u. - Szarvas u. 76. - Móricz Zsigmond u. 4. - Tigáz - Ipartelepi elág. - Palánta u. - Fillér u. - Kistelekisző  
Sóstói úti kórház felé:
Kistelekiszőlő - Tégla u. - Meggyfa u. - Palánta u. - Ipartelepi elág. - Tigáz - Móricz Zsigmond u. 4. - Szarvas u. 76. - Kígyó u. - Szarvas u. 13. - Országzászló tér - Szabolcs u. - Autóbuszállomás - Mező utca 5. - Széna tér - Északi körút 25. - Északi körút 4. - Stadion utca - Városi stadion - Egyetem - Sóstói úti kórház 